# Atchuelinguk River
Der Atchuelinguk River ist ein 265 Kilometer langer rechter Nebenfluss des Yukon Rivers im Yukon Delta National Wildlife Refuge im Westen des US-Bundesstaats Alaska. 

## Verlauf
Das Quellgebiet des Atchuelinguk Rivers liegt in den Nulato Hills südlich des Norton Sounds. Er fließt weitgehend parallel zum rund 30 Kilometer westlich gelegenen Andreafsky River südwärts und mündet bei Pilot Station im Yukon-Kuskokwim-Delta in den Yukon River.

## Name
Die Bezeichnung in der Eskimosprache Yupik für den Fluss wurde 1916 von R. H. Sargent vom United States Geological Survey als „Chuilanuk“ dokumentiert, was so viel wie „ungetrübtes Wasser“ bedeutet. Die Schreibweise wurde später auf „Atchuelinguk“ geändert, um die Aussprache besser abzubilden (Yupik: Ecuilnguq). 